# Tsrnilixte
Tsrnilixte (en macedònic Црнилиште) és un poble del municipi de Dòlneni, al centre de Macedònia del Nord.
Segons un cens realitzat el 2002, el poble consta d'una població de 1.765 habitants, dividits ètnicament de la següent manera:
- Albanesos : 1.708
- Macedonis: 31
- Turcs: 21
- Bosniacs: 1
- Altres: 4